# Carlos Fernando Vasa
Carlos Fernando Vasa (en polaco, Karol Ferdynand Waza) (Varsovia, 13 de octubre de 1613-Wyszków, 9 de mayo de 1655). Perteneciente a la familia real polaca, fue príncipe-obispo de Breslavia desde 1625, obispo de Płock desde 1640 y duque de Opole desde 1648 hasta 1655.

## Biografía
Carlos Fernando fue el cuarto hijo de Segismundo III Vasa y de su esposa, la archiduquesa austriaca Constanza de Habsburgo (hija del archiduque Carlos II de Estiria y de María Ana de Baviera y nieta del emperador Fernando I). Era además hermano menor de Juan II Casimiro y de Juan Alberto y hermano mayor de Alejandro Carlos y de Ana Catalina Constanza.
Carlos Fernando fue un gran patrocinador del arte y seguidor de la Compañía de Jesús (él fundó el inmenso altar de plata para la iglesia jesuita de Varsovia). En la década de 1640, el arquitecto real, Giovanni Battista Gisleni creó para Carlos Fernando el palacio situado en el bastión norte de las fortificaciones del Castillo Real de Varsovia. Este fue más tarde saqueado y destruido por los suecos y los alemanes de Brandeburgo en la década de 1650, durante el Diluvio. Él también creó un gran palacio de madera en Wyszków.